# Bernard Planque
Roger Haudegand (nacido el 13 de enero de 1932 en Francia), es un exjugador de baloncesto francés. Consiguió una medalla de bronce con Francia en el Eurobasket del año 1953.